# Elena Nuzman
Elena Nuzman (* 1981) ist eine deutsche Pianistin, Sängerin und Komponistin moldawischer Abstammung. 

## Leben und Karriere
Als Tochter der Konzertpianistin Nina Kvasowa und des Geigers Josef Nuzman begann Elena Nuzman im Alter von zwei Jahren Klavier zu spielen. Fünf Jahre später ging sie auf ein Lyzeum für Hochbegabte und lebte in Russland, Frankreich und den USA. Sie studierte Klavier an der Robert Schumann Hochschule Düsseldorf; dort entdeckte sie die Leidenschaft für den Gesang. 
Nuzman nahm erfolgreich an einem Gesangswettbewerb in der Kategorie Rock/Pop teil. Es folgte ihr Debütalbum I Believe In You (2009). Nach Tourneen und Auftritten am New Yorker Broadway erschien 2015 ihr zweites Album Liebestraum, das 2016 mit einem weiteren Titel neuveröffentlicht wurde, nachdem sie für ihre deutsche Version des ABBA-Titels The Winner Takes It All die Genehmigung der Original-Komponisten bekam – Nur die Sieger steh´n im Licht. Ihren größten öffentlichen Auftritt absolvierte sie zum Jahreswechsel 2019/2020 auf der großen Bühne bei der Silvesterparty am Brandenburger Tor, wo sie den Titel Here I Go Again präsentierte. 2021 erreichte der Titelsong ihres Albums „Liebestraum“, eine Adaption des gleichnamigen Franz-Liszt-Werkes (Liebestraum Nr. 3), zusammen mehr als 4 Millionen Streams, Downloads und CD-Verkäufe. 
Nuzman lebt in Düsseldorf und Berlin.